# Naa Morkor Commodore
Silvia Naa Morkor Commodore (sinh ngày 2 tháng 12 năm 1994) là một người mẫu và là Hoa hậu Hoàn vũ Ghana 2021. Trước đó cô đã được vinh danh là Hoa hậu Trái đất Ghana 2015 và Hoa hậu Liên lục địa Ghana 2016.

## Các cuộc thi sắc đẹp

### Hoa hậu Trái đất Ghana 2015
Vào ngày 3 tháng 10 năm 2015, Commodore đã thi đấu cùng với các thí sinh khác trong vòng chung kết Hoa hậu Trái đất Ghana 2015 tại khách sạn La Palm ở Accra và cô là người chiến thắng.

### Hoa hậu Trái đất 2015
Vào ngày 5 tháng 12 năm 2015, Commodore đại diện cho Ghana tại Hoa hậu Trái Đất 2015 và cạnh tranh với 85 ứng cử viên khác tại Marx Halle ở Vienna, Áo. Tuy nhiên, cô không lọt vào Top 16.

### Người mẫu Hàng đầu Thế giới 2016
Commodore đại diện cho Ghana tại Người mẫu Hàng đầu Thế giới 2016 và cạnh tranh với 40 ứng cử viên khác tại khách sạn The Radisson Blu ở Bremen, Đức và lọt vào Top 15 chung cuộc.

### Hoa hậu Liên lục địa 2016
Commodore đại diện cho Ghana tại Hoa hậu Liên lục địa 2016 và tranh tài với 62 thí sinh khác tại Stein Studio ở Colombo, Sri Lanka và dừng chân tại ngôi vị Á hậu 2 của cuộc thi. Cô cũng được chọn là Hoa hậu Liên lục địa Châu Phi 2016.

### Hoa hậu Hoàn vũ Ghana 2018
Commodore đã tham gia cuộc thi Hoa hậu Hoàn vũ Ghana 2018 tại Hội trường Omanye - Khách sạn Bãi biển Labadi ở Accra và dừng chân tại Á hậu 2.

### Hoa hậu Hoàn vũ Ghana 2021
Commodore tham gia và chính thức đăng quang Hoa hậu Hoàn vũ Ghana 2021.

### Hoa hậu Hoàn vũ 2021
Commodore sẽ đại diện cho đất nước của mình tại cuộc thi Hoa hậu Hoàn vũ 2021 ở Eilat, Israel.